# Condado de Tipperary
O Condado de Tipperary (Tiobraid Árann em irlandês) é um condado histórico da República da Irlanda, na província de Munster, no sudoeste do país. No começo da década de 2020, sua população era de aproximadamente 167 mil pessoas.
Em 1898, ainda sob o domínio britânico, os condados tradicionais da Irlanda foram reconhecidos para fins administrativos, nesta ano, Tipperary se dividiu em dois condados administrativos, Tipperary Norte (capital Nenagh) e Tipperary Sul (capital Clonmel).
O condado de Tipperary permanece como um condado tradicional, apesar de não possuir funções administrativas, é geralmente respeitado para outros fins, principalmente culturais e esportivos.
Os condados vizinhos de Tipperary são Offaly a norte, Laois a nordeste, Kilkenny a leste, Waterford a sul, Cork a sudoeste, Limerick e Clare a oeste e Galway a noroeste.
No âmbito cultural existe uma música britânica na qual homenageia a cidade cujo nome é "It's A Long Way To Tipperary".